# 阿羅約博士市
阿羅約博士市（西班牙語：Doctor Arroyo）是位於墨西哥東北部新雷昂州的一個市鎮。阿羅約博士市總面積5,106.2平方公里，海拔1,721公尺。市名是為了紀念何塞·弗朗西斯科·阿羅約·德·安達，於1826年9月22日更名為阿羅約博士市。根據2010年人口普查的數據顯示總人口為33,269人。